# 1940 في المكسيك
فيما يلي قوائم الأحداث التي وقعت خلال عام 1940 في المكسيك.

## سياسة

### تعيين في المنصب
- 1 ديسمبر – مانويل أفيلا كماتشو رئيس المكسيك.

### انتهاء فترة المنصب
- 30 نوفمبر – لازارو كارديناس رئيس المكسيك.

## مواليد

### يناير
- 1 يناير – سيلفيا توريس بيمبرت
- 28 يناير – كارلوس سليم

### فبراير
- 17 فبراير – فيسنتي فرنانديز

## وفيات

### ديسمبر
- 16 ديسمبر – خوان كارينو (مواليد 1909) لاعب كرة قدم مكسيكي.